# Formació de Cloverly
La formació de Cloverly data del Cretaci inferior i està localitzada a Montana i Wyoming, a l'oest dels Estats Units.

## Vertebrats
Els animals que s'han recuperat d'aquesta formació inclouen els dinosaures Deinonychus, Microvenator Tenontosaurus, Zephyrosaurus i Sauropelta, així com restes de titanosaures i ornitomímids. També s'hi han trobat dos gèneres de tortugues (Naomichelys i Glyptops) i el peix pulmonat Ceratodus.
Referències per a les dades: Ostrom 1970; Cifelli et al. 1998; Cifelli 1999; Nydam i Cifelli 2002.

### Ornitisquis
| Ornitisquis] de la formació de Cloverly        | Ornitisquis] de la formació de Cloverly | Ornitisquis] de la formació de Cloverly | Ornitisquis] de la formació de Cloverly | Ornitisquis] de la formació de Cloverly |
| Tàxon                                          | Presència | Anotacions | Imatges                                 |                                         |
| ---------------------------------------------- | --- | --- | --------------------------------------- | --------------------------------------- |
| Gènere: - Sauropelta 1. Sauropelta edwardsorum | 1. Geogràficament present a Montana i Wyoming. Conegut a partir de "nombrosos esquelets articulats" i les seves plaques de l'armadura són fòssils comuns. | 1. Sovint els esquelets articulats estan encastats en dipòsits de carbonat càlcic i és necessari àcid per a extreure'ls de manera segura. |                                         |                                         |
| Gènere: - Tenontosaurus 1. T. tilleti          | 1. Geogràficament present a Montana i les seves restes són les més comunes de dinosaure de la formació.                                                   | 1. Les restes de juvenils sovint es troben juntes, suggerint que els joves tenontosaures vivien en grups de germans. Les dents de Deinonychus sovint s'associen a les restes de tenontosaure, suggerint una relació predador-presa entre ambdós. |                                         |                                         |
| Gènere: - Zephyrosaurus 1. Z. schaffi          | 1. Geogràficament present a Montana, tot i que les seves restes són "molt rares".                                                                         | |                                         |                                         |

### Saurisquis
| Saurisquis de la formació de Cloverly                            | Saurisquis de la formació de Cloverly                                                      | Saurisquis de la formació de Cloverly | Saurisquis de la formació de Cloverly | Saurisquis de la formació de Cloverly |
| Tàxon                                                            | Presència                                                                                  | Anotacions | Imatges                               |                                       |
| ---------------------------------------------------------------- | ------------------------------------------------------------------------------------------ | --- | ------------------------------------- | ------------------------------------- |
| Superfamília: - Allosauroidea 1. Gènere i espècie indeterminada. |                                                                                            | |                                       |                                       |
| Gènere: - Deinonychus 1. D. antirrhopus                          | 1. Geogràficament present a Monatana, encara que les seves restes són "molt rares".        | 1. Les restes de tenontosaure que s'han recuperat associades a dents de Deinonychus en diverses ocasions suggereixen una relació de predador-presa entre aquests dos dinosaures. |                                       |                                       |
| Gènere: - Microvenator 1. M. celer                               | 1. Geogràficament present a Montana, tot i que les seves restes són "extremadament rares". | 1. L'espècimen tipus AMNH 3041 fou recuperat de Cloverly per Barnum Brown, a Montana, l'any 1933.                                                                                |                                       |                                       |
| Família: - Ornithomimidae 1. Gènere i espècie sense determinar.  |                                                                                            | - Sobretot representat per ossos dels dits del peu. |                                       |                                       |
| Gènere: - Ornithomimus 1. Gènere i espècie sense determinar.     | 1. Geogràficament present a Montana, encara que les seves restes són "molt rares".         | 1. Jack Horner creu que les restes que John Ostrom va identificar com a Ornithomimus pertanyen en realitat a un nou gènere d'ornitomímid.                                        |                                       |                                       |
| Família: - Titanosauridae 1. Gènere i espècie sense determinar.  |                                                                                            | 1. Representat per un esquelet parcial catalogat com a MOR 334 i possibles gastròlits.                                                                                           |                                       |                                       |
| Subordre: - Theropoda 1. Fragments de closca d'ou.               |                                                                                            | |                                       |                                       |

### Mamífers
| Mamífers de la formació de Cloverly                | Mamífers de la formació de Cloverly | Mamífers de la formació de Cloverly | Mamífers de la formació de Cloverly | Mamífers de la formació de Cloverly |
| Tàxon                                              | Presència                           | Anotacions                          | Imatges                             |                                     |
| -------------------------------------------------- | ----------------------------------- | ----------------------------------- | ----------------------------------- | ----------------------------------- |
| Gènere: - Corviconodon 1. Corviconodon montanensis |                                     |                                     |                                     |                                     |
| Gènere: - Gobiconodon 1. Gobiconodon ostromi       |                                     |                                     |                                     |                                     |
| Gènere: - Montanalestes 1. Montanalestes keebleri  |                                     |                                     |                                     |                                     |

### Rèptils
| Rèptils a la formació de Cloverly                              | Rèptils a la formació de Cloverly | Rèptils a la formació de Cloverly | Rèptils a la formació de Cloverly | Rèptils a la formació de Cloverly |
| Tàxon                                                          | Presència                         | Anotacions                        | Imatges                           |                                   |
| -------------------------------------------------------------- | --------------------------------- | --------------------------------- | --------------------------------- | --------------------------------- |
| Gènere: - Glyptops 1. Glyptops pervicax 2. Glyptops plicatulus |                                   |                                   |                                   |                                   |
| Família: - Goniopholididae?                                    |                                   |                                   |                                   |                                   |
| Gènere: - Naomichelys 1. Naomichelys speciosa                  |                                   |                                   |                                   |                                   |
| Gènere: - Paramacellodus 1. Paramacellodus keebleri            |                                   |                                   |                                   |                                   |

### Peixos ossis
| Osteïctis de la formació de Cloverly                      | Osteïctis de la formació de Cloverly | Osteïctis de la formació de Cloverly | Osteïctis de la formació de Cloverly | Osteïctis de la formació de Cloverly |
| Tàxon                                                     | Presència                            | Anotacions                           | Imatges                              |                                      |
| --------------------------------------------------------- | ------------------------------------ | ------------------------------------ | ------------------------------------ | ------------------------------------ |
| Ordre: - Amiiformes 1. Gènere i espècie sense determinar. |                                      |                                      |                                      |                                      |
| Gènere: - Ceratodus 1. Ceratodus frazieri                 |                                      |                                      |                                      |                                      |